# Robert Island
Robert Island (znana również jako: Mitchells Island, Polotsk Island) – wyspa o rozmiarach 18 na 13 km, usytuowana pomiędzy Wyspą Nelsona i Greenwich Island w archipelagu Szetlandów Południowych. Nazwę Robert Island datuje się od 1821 roku.
Na wyspie znajduje się letnia stacja polarna należąca do Chile, o nazwie Risopatrón.